# NGC 1108
NGC 1108 ist eine elliptische Galaxie vom Hubble-Typ E/S0 im Sternbild Eridanus am Südsternhimmel. Sie ist schätzungsweise 414 Millionen Lichtjahre von der Milchstraße entfernt und hat einen Durchmesser von etwa 100.000 Lj.

Im selben Himmelsareal befinden sich u. a. die Galaxien NGC 1082, NGC 1084, NGC 1110.
Das Objekt wurde am 31. Oktober 1886 von dem Astronomen Lewis Swift entdeckt.